# Търстън (окръг, Вашингтон)
Вижте пояснителната страница за други значения на Търстън.
Окръг Търстън (на английски: Thurston County) е окръг в щата Вашингтон, Съединени американски щати. Площта му е 2005 km², населението – 280 588 души (2017). Административен център е град Олимпия.

## Градове
- Йелм
- Рейниър
- Тъмуотър